# クリス・コスグレイヴ
クリス・コスグレイヴ（Chris Cosgrave、2001年7月24日 - ）は、アイルランド出身のラグビーユニオン選手。

## 略歴
セント・マイケルズ・カレッジの学生時代にはハーフバックやセンターも務めた。
2020年6月から7月にかけて、U20アイルランド代表としてU20シックスネーションズ・チャンピオンシップ4試合に出場した。
2021年には、7人制ラグビー男子アイルランド代表に選ばれ、2021年ワールドラグビー・セブンズシリーズに出場した。
2021年から、レンスター・ラグビーに加入。2022年3月27日、20歳の時にコナート・ラグビー戦でシニアクラブデビューを果たした。
2024年にレンスター・ラグビーを退団。2024-25シーズンは、All-Ireland League（AIL）ディビジョン1Aのテレニュア・カレッジRFCでプレー。
2025年3月3日、ジャパンラグビーリーグワンの浦安D-Rocksへの加入を発表した。同月14日に行われたJAPAN RUGBY LEAGUE ONE第11節交流戦スピアーズ船橋・東京ベイ戦にて先発出場でリーグワン公式戦初出場を果たした。
2025年5月、浦安D-Rocksを退団。